# Жан Марі Гюйо

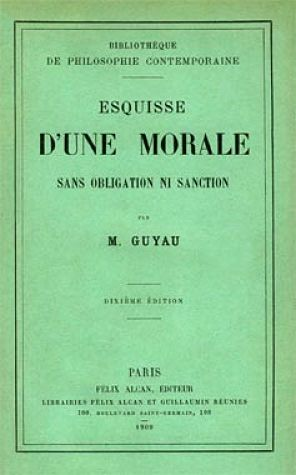
Esquisse d'une morale sans obligation ni sanction (видання 1909 року).

Жан Марі Гюйо (фр. Jean-Marie Guyau, нар. 28 жовтня 1854, Лаваль — пом. 31 березня 1888, Ментона) — відомий французький поет, перекладач, філософ і соціолог.

## Біографія
Жан Марі Гюйо народився у Лавалі, регіон Пеї-де-ла-Луар, Франція. Мати майбутнього філософа — Августіна Фулье (фр. Augustine Tuillerie), автор педагогічного твору Le Tour de la France par deux enfants (1877) написаний під псевдонімом G. Bruno з посиланням на Джордано Бруно. Хлопця виховував прийомний батько — відомий філософ Альфред Фулье (фр. Alfred Fouillée).
У дитячі роки Жан Марі рано захопився поезією й філософією, читав книги Віктора Гюго, П′єра Корнеля, Альфреда де Мюссе, Епіктета, Платона й Канта. Після закінчення ліцею 17-річний юнак переклав філософський твір «Підручник Епіктета» (фр. Le Manuel d'Épictète).
У 19 років Жана Марі Гюйо нагородили Почесною премією від Академії моральних і політичних наук у галузі «Філософія» за дослідження філософсько-етичне вчення утилітаризму і став викладачем філософії ліцею Кондорсе.
В останні роки життя майже не працював через важку хворобу.
Жан Марі Гюйо помер у 33 роки від туберкульозу.

## Творчість і філософські погляди
Відомими творами Жан Марі Гюйо стали праці «Esquisse d’une morale» і «L’Irréligion de l’avenir», які своїм новаторським підходом глибоко вразили Фрідріха Ніцше, про що свідчить його промова у Ніцці.
Соціальна філософія Гюйо спирається на ідеї Альфреда Фулье, Оґюста Конта, Блеза Паскаля й англійських утилітаристів ХІХ століття. Він пропагував теорію людської симпатії та роль "серця" в суспільному житті. Центральним поняттям Жан Марі Гюйо було життя.
Після смерті Жан Марі, його дружина під псевдонімом П'єр Ульрік (фр. Pierre Ulric) надрукувала короткі оповідання для молоді. Жан Марі — батько французького філософа Августина Гюйо.

## Список творів
- La Littérature chrétienne du IIe au IVe siècles, extraits des Pères de l'Église latine, suivis d'extraits des poètes chrétiens, Paris : C. Delagrave, 1876, in-16, 294 p.
- La Morale d'Épicure et ses rapports avec les doctrines contemporaines, Paris : Éd. Germer Baillière, coll. «Bibliothèque de philosophie contemporaine», 1878, in-8°, 291 p. Lire en ligne [Архівовано 23 липня 2019 у Wayback Machine.].
  - réédité par Encre Marine, 392 p., ISBN 978-2909422664
- La Morale anglaise contemporaine, morale de l'utilité et de l'évolution, Paris : Éd. Germer Baillière, coll. «Bibliothèque de philosophie contemporaine», 1879, in-8, XII-420 p. Lire en ligne [Архівовано 20 липня 2019 у Wayback Machine.].
- Vers d'un philosophe, Paris : Éd. Germer Baillière, 1881, in-16, VII-208 p. Lire en ligne [Архівовано 20 липня 2019 у Wayback Machine.].
- Les Problèmes de l'esthétique contemporaine, Paris : F. Alcan, coll. «Bibliothèque de philosophie contemporaine», 1884, in-8°, VIII-260 p. Texte sur wikisource.
- Esquisse d’une morale sans obligation ni sanction, Paris : F. Alcan, coll. «Bibliothèque de philosophie contemporaine», 1885, in-8°, 254 p.  Texte en ligne sur wikisource.
- L'Irréligion de l’avenir, étude sociologique, Paris : F. Alcan, coll. «Bibliothèque de philosophie contemporaine», 1887, in-8° Texte sur wikisource.
- L'Art au point de vue sociologique, Paris : F. Alcan, coll. «Bibliothèque de philosophie contemporaine», 1889, in-8°, XLVII-387 p. Lire en ligne [Архівовано 22 липня 2019 у Wayback Machine.].
  - réédité par Fayard, coll. « Corpus des œuvres de philosophie en langue française », 2001, 508 p., ISBN 978-2213609140
- Éducation et Hérédité : étude sociologique. Paris, Félix Alcan, coll. «Bibliothèque de philosophie contemporaine», 1889, XV-304 p., in-8 Lire en ligne [Архівовано 20 липня 2019 у Wayback Machine.].
- La genèse de l'idée de temps, avec une introd. par Alfred Fouillée, Paris : F. Alcan, coll. «Bibliothèque de philosophie contemporaine», 1890. XXXV-142 p. ; in-18 Lire en ligne [Архівовано 23 липня 2019 у Wayback Machine.].
  - réédité par L'Harmattan, coll. « Les introuvables », 2000, 142 p., ISBN 978-2738472151
- Pages choisies des grands écrivains : J. M. Guyau, éd. par Alfred Fouillée, Paris : A. Colin, 1895, XVI-341 p. Lire en ligne [Архівовано 20 липня 2019 у Wayback Machine.].

Навчальна література
- La première année de lecture courante : morale, connaissances usuelles, devoirs envers la patrie, Paris : A. Colin, 1875, in-16, 336 p. Partie du maître, Paris : A. Colin, 1880, in-18, 466 p.
- L'Année enfantine de lecture,... Ouvrage composé conformément au nouveau programme de 1882 (cours élémentaire). Paris : A. Colin, 1883, in-18, 120 p.
- L'Année préparatoire de lecture courante : morale, connaissances usuelles, Paris : A. Colin, 1884, in-18, 216 p.
- Méthode Guyau. Lecture par l'écriture, Paris : A. Colin, 1893, 2 livrets in-8̊

Переклади
- Cicéron, Des suprêmes biens et des suprêmes maux. Traduction Desmarais, revue avec introduction et notes, suivie d'éclaircissements relatifs à l'histoire de l'épicurisme, Paris : C. Delagrave, 1875, in-18, XXXII-400 p. Lire en ligne [Архівовано 29 листопада 2019 у Wayback Machine.].
- Manuel d'Épictète, traduction nouvelle, suivie d'extraits des ″Entretiens″ d'Épictète et des ″Pensées″ de Marc-Aurèle, avec une étude sur la philosophie d'Épictète, Paris : C. Delagrave, 1875, in-18, LXVI-211 p.
  - Traduction republiée par les éditions Mille et une nuits, coll. « La petite collection », 2005, 126 p., ISBN 978-2842059033
- Cicéron, De finibus bonorum et malorum (livres I et II), avec introduction et notes par M. Guyau, Paris : C. Delagrave, 1876, in-18, XXXVI-150 p.

Статті, надруковані в «Revue philosophique de la France et de l’étranger» (RPFE), Париж
- « L’hérédité morale et M. Spencer », RPFE, quatrième année, tome VII, janvier à juin 1879, p. 308-315 ; texte sur Gallica [Архівовано 28 листопада 2019 у Wayback Machine.]
- « De l’origine des religions », RPFE, quatrième année, tome VIII, juillet à décembre 1879, p. 561-584 ; texte sur Gallica [Архівовано 29 листопада 2019 у Wayback Machine.]
- « La mémoire et le phonographe », RPFE, cinquième année, tome IX, janvier à juillet 1880, p. 317-322 ; texte sur Gallica [Архівовано 28 листопада 2019 у Wayback Machine.]
- « Critique de l'idée de sanction », RPFE, huitième année, tome XV, janvier à juin 1883, p. 243-281 ; texte sur Gallica [Архівовано 29 листопада 2019 у Wayback Machine.]
  - réédité par L'Herne, coll. « Carnets de l'Herne », 2008, 93 p., ISBN 978-2851978714
- « L’Évolution de l’idée temps dans la conscience », RPFE, dixième année, tome XIX, janvier à juin 1885, p. 353-368 ; texte sur Gallica [Архівовано 29 листопада 2019 у Wayback Machine.]

Видання російською мовою
- Жан Мари Гюйо. Стоицизм и христианство. Эпиктет, Марк Аврелий и Паскаль [Текст] / Ж. М. Гюйо ; пер. с фр. И. Нахамкис, М. Энгельгардт. - Изд. 2-е. - М. : URSS. ЛКИ, 2007. - 108 с. - (Из наследия мировой философской мысли : философия античности) [Репринтне видання 1899 р.]
- Жан Мари Гюйо. Воспитание и наследственность [Текст] : социол. исследование / Ж. М. Гюйо ; пер. с фр. И. Нахамкис. - Изд. 2-е, испр. - М. : URSS. ЛКИ, 2007. - 220 с. - (Из наследия мировой социологии). - ISBN 978-5-382-00310-8. Репр. видання
- Гюйо Ж. М. Собрание сочинений. т.1-5. СПб., 1898—1901.
- Гюйо Ж. М. Безверие будущего. Социологическое исследование. С биографической заметкой о Гюйо Ал. Фуллье и с предисловием Д. Н. Овсянико-Куликовского / Пер. с франц. (11 издание) под ред. Я. Л. Сакера. СПб., 1908.
- Гюйо Ж. М. Задачи современной эстетики. СПб., 1891.
- Гюйо Ж. М. Искусство с точки зрения социологии. СПб., 1891.
- Гюйо Ж. М. Воспитание и наследственность. СПб., 1891.
- Гюйо Ж. М. Принцип искусства и поэзии СПб., 1895.
- Гюйо Ж. М. История и критика современных английских учений о нравственности. СПб., 1898.
- Гюйо Ж. М. Задачи современной эстетики. Очерк морали. СПб., 1899.
- Гюйо Ж. М. Происхождение идеи времени. Мораль Эпикура и ее связь с современными учениями. СПб., 1899.
- Гюйо Ж. М. Нравственность без обязательства и без санкции М., 1923.